# Joseph Strange
Peter Joseph Strange (*  6. November 1803 in Niederbreisig; † 13. Dezember 1880 in Koblenz) war ein deutscher Privatgelehrter, Genealoge und Adelsforscher.

## Leben
Strange lebte in Koblenz. Seine bis heute durch keine kritische Ausgabe abgelöste Edition des „Dialogus miraculorum“ (Dialog über die Wunder) des Zisterziensermönchs Caesarius von Heisterbach aus der ersten Hälfte des 13. Jahrhunderts gab er in zwei Bänden heraus (Köln, Bonn und Brüssel 1851) und verfasste einen Index dazu (Koblenz 1857).

## Werke
- Caesarii Heisterbacensis monachi Ordinis Cisterciensis Dialogus Miraculorum. hg. von Joseph Strange, 2 Bde., Köln, Brüssel 1851; Index in Caesarii Heisterbacensis Dialogum. Koblenz 1857. – Für diese Ausgabe verwendete er folgende Codices und Drucke: A: Düsseldorfer Codex – B: Bonner Codex (1434) – C: Kölner Codex (um 1440) – D: Düsseldorfer Codex, Kloster Altenberg – E: [Bibliothek Gymnasium Koblenz] – F: [Bibliothek Aachen] – K: Editio Koelhoffiana (1481) – P: Editio princeps (ca. 1475) – R: Editiones recentiores (3 Stück): a) Köln 1591 – b) Köln 1599 – c) Antwerpen 1605. Teil 1 Teil 2
- Horologium sapientiae. von Heinrich Seuse, hg. von Joseph Strange, Köln 1861. Digitalisat
- Genealogie der Herren und Freiherren von Bongart. Schwann, Cöln 1866. Digitalisat Digitalisat
- Nachrichten über adelige Familien., Koblenz 1879. Band 1 Band 2
- Genealogie der Herren und Grafen von Velbrüggen. Neue Ausgabe. Trier, Lintz, 1878. Digitalisat
- Beiträge zur Genealogie der adligen Geschlechter. (1864–1877):
  - Heft 1
  - Heft 2
  - Heft 3
  - Heft 4
  - Heft 5
  - Heft 6
  - Heft 7
  - Heft 8
  - Heft 9
  - Heft 10
  - Heft 11
  - Heft 12

Die zwölf Hefte wurde 1935 vom Kölnischen Geschichtsverein in zwei Bänden (700 und 652 Seiten) erneut herausgegeben
| Personendaten    | Personendaten                                          |
| ---------------- | ------------------------------------------------------ |
| NAME             | Strange, Joseph                                        |
| ALTERNATIVNAMEN  | Strange, Peter Joseph (vollständiger Name)             |
| KURZBESCHREIBUNG | deutscher Privatgelehrter, Genealoge und Adelsforscher |
| GEBURTSDATUM     | 6. November 1803                                       |
| GEBURTSORT       | Niederbreisig                                          |
| STERBEDATUM      | 13. Dezember 1880                                      |
| STERBEORT        | Koblenz                                                |